# Союз ТМА-М
Союз-TMA-М — російський пілотований космічний корабель серії Союз, створений на базі корабля Союз-TMA.

## Загальні відомості
Транспортний пілотований корабель нової серії «Союз ТМА-М» створено на базі корабля «Союз TMA»,